# 楢原村 (岡山県)
楢原村（ならはらそん）は、岡山県英田郡にあった村。
現在の美作市楢原上、楢原下、楢原中、平福に当たる。

## 沿革
- 1889年6月1日 - 町村制施行に伴い、英田郡楢原上村、楢原下村、楢原中村、平福村が合併し、楢原村となる。大字楢原上に役場を置く。
- 1953年4月1日 - 英田郡林野町、豊田村、勝田郡湯郷町、豊国村と合併、英田郡美作町となる。

## 地名の読み方
- 楢原上（ならはらかみ）
- 楢原下（ならはらしも）
- 楢原中（ならはらなか）
- 平福（ひらふく）

## 現在の様子

### 郵便番号
- 707-0021 美作市楢原中
- 707-0022 美作市楢原上
- 707-0023 美作市平福
- 707-0024 美作市楢原下
- 707-0025 （美作市栄町） → 林野町

### 教育

#### 幼稚園
- 美作市立美作北幼稚園

#### 小学校
- 美作市立美作北小学校

### 交通

#### 鉄道
- JR姫新線 ： 楢原駅

#### 道路

##### 高速道路
- 中国自動車道 ： 楢原PA

##### 国道
- 国道179号

##### 県道
- 主要地方道
  - 旧村内を走る主要地方道なし

- 一般県道
  - 岡山県道354号馬橋平福線
  - 岡山県道388号馬形美作線

### 河川・山岳

#### 河川
- 吉野川
- 梶並川

### 寺院・神社

#### 神社
- 楢沢神社

## その他
町村制で楢原村になった4村の内、平福村は古くは平野村と下福原村であり、下福原村は江見村の大字上福原の元になる上福原村と対になる地名であった。